# Tom Duff

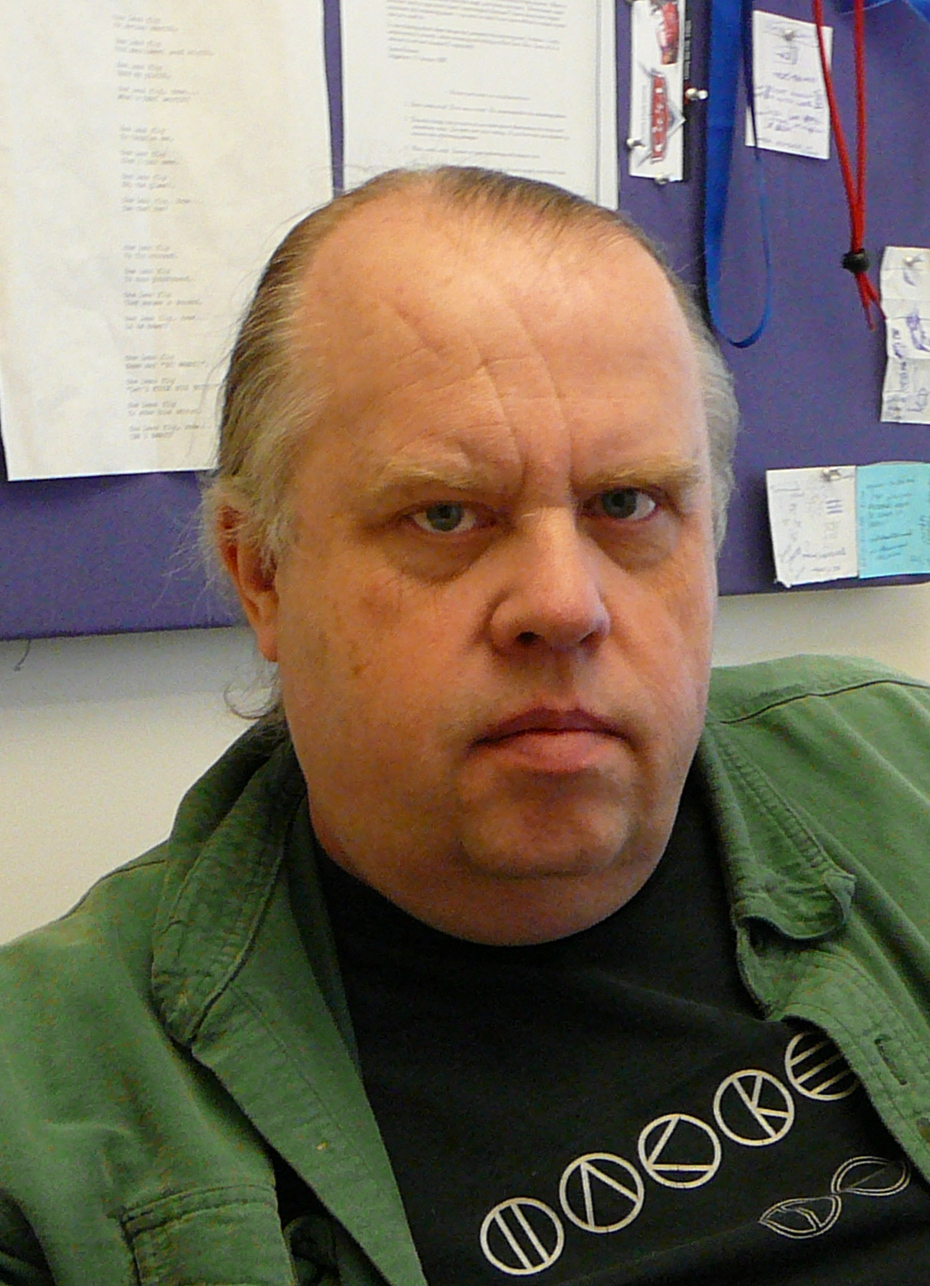
Tom Duff 2006

Thomas Douglas Selkirk Duff (* 8. Dezember 1952 in Toronto, Ontario) ist ein kanadischer Programmierer. Er wuchs in Toronto und Leaside (Ontario) auf. 1974 machte er seinen Abschluss in Mathematik an der University of Waterloo und zwei Jahre später machte er einen weiteren Abschluss in Mathematik an der University of Toronto.

## Karriere
Tom Duff arbeitete am New York Institute of Technology Computer Graphics Lab und bei der Mark Williams Company in Chicago, später in der Lucasfilm Computer Research and Development Division. Während er am Bell Labs Computing Science Research Center beschäftigt war, entwickelte er die „rc“ shell für das (Unix-ähnliche) Plan 9 Betriebssystem.  Duff arbeitet seit 1996 bei den Pixar Animation Studios. Nach ihm und Thomas Porter ist das Porter-Duff Composition, ein Verfahren zur digitalen Bildüberlagerung, benannt.

## Ehrungen und Auszeichnungen
- 1995 erhielt er (zusammen mit anderen) den Academy Scientific and Engineering Award für seine Arbeit zum „digital image compositing“. Zusammen mit Bill Reeves erstellte er die erste Version von Pixars „Marionette“ 3-D Animationssystem, das 1997 den gleichen Preis erneut gewann.
- Während er bei Lucasfilm arbeitete, erfand er das Duff’s Device, einen Mechanismus zur Laufzeitoptimierung einer bestimmten Art von Schleifen in der Programmiersprache C.
- Am 22. August 2006, wurde eine von Tom Duff und Robert L. Cook bei Pixar entwickelte Methode namens „Shot shading method and apparatus“  in den USA patentiert.
- Am 31. Oktober 2006, wurde eine ebenfalls von Tom Duff und Robert L. Cook bei Pixar entwickelte Methode namens „Shot rendering method and apparatus“ in den USA patentiert.

## Zitat
“Shared libraries are the work of the devil, the one true sign that the apocalypse is at hand.”

„Dynamische Bibliotheken sind ein Werk des Teufels, das einzige sichere Zeichen, dass die Apokalypse naht“